# Лелітек
Лелітек (пол. Lelitek) — село в Польщі, у гміні Гельнюв Пшисуського повіту Мазовецького воєводства.
У 1975-1998 роках село належало до Радомського воєводства.